# الیسن تولمن
 الیسن تولمن (انگلیسی: Allison Tolman؛ زادهٔ ۱۸ نوامبر ۱۹۸۱) یک هنرپیشه اهال ایالات متحده آمریکا است. وی از سال ۲۰۰۴ میلادی تاکنون مشغول فعالیت بوده‌است.
از فیلم‌های معروف او می‌توان به بازی در فیلم خانه و سریال فارگو اشاره کرد.